# Nagai Yuichiro
Nagai Yūichirō (永井 雄一郎 Nagai Yūichirō, sinh ngày 14 tháng 2, 1979) là một cựu cầu thủ bóng đá Nhật Bản. Anh từng thi đấu cho Đội tuyển bóng đá quốc gia Nhật Bản.

## Thống kê sự nghiệp
| Đội tuyển bóng đá Nhật Bản | Đội tuyển bóng đá Nhật Bản | Đội tuyển bóng đá Nhật Bản |
| Năm                        | Trận                       | Bàn                        |
| -------------------------- | -------------------------- | -------------------------- |
| 2003                       | 4                          | 1                          |
| Tổng cộng                  | 4                          | 1                          |